# Grace of God
Grace of God – studyjny album zespołu Puissance, który został wydany 26 stycznia 2007 roku.

## Lista utworów
1. "Grace of God"
2. "Stance"
3. "Walls of Freedom"
4. "Warzone"
5. "In Death"
6. "Conspiracy"
7. "Brittle"
8. "Loreto"